# Loteprednol
Loteprednol (como o éster etabonato de loteprednol) é um corticosteróide tópico usado para tratar inflamações oculares. É comercializado pela Bausch and Lomb como Lotemax  e Loterex.
Foi patenteado em 1980 e aprovado para uso médico em 1998. Está disponível como medicamento genérico.

## Usos médicos
As aplicações deste medicamento incluem a redução da inflamação após cirurgia ocular,  conjuntivite alérgica sazonal, uveíte, bem como formas crônicas de ceratite (por exemplo, ceratite adenoviral e de Thygeson ), ceratoconjuntivite vernal, pingueculite, conjuntivite papilar gigante e episclerite.

## Contraindicações
Como os corticosteróides são imunossupressores, o loteprednol é contra-indicado em pacientes com infecções oculares virais, fúngicas ou micobacterianas.

## Efeitos adversos
Os efeitos adversos mais comuns em pacientes tratados com a formulação do gel são inflamação da câmara anterior (em 5% das pessoas), dor ocular (2%) e sensação de corpo estranho (2%).